# Sinfonia in tre movimenti
La Sinfonia in tre movimenti è una composizione di Igor' Fëdorovič Stravinskij scritta fra il 1942 e il 1945. Realizzata pochi anni dopo la Sinfonia in do, questo lavoro dà una sferzata di innovazione alla forma classica della sinfonia.

## Storia
Il primo movimento prese avvio nel 1942 e nacque inizialmente come Concerto per pianoforte e orchestra. L'idea originale è chiaramente presente nella realizzazione finale proprio per la parte predominante che ha il pianoforte rispetto al resto dell'orchestra. Nella primavera del 1943 il poeta e drammaturgo Franz Werfel cercò di far realizzare a Stravinskij una musica per un film sulla vita di Bernadette Soubirous, Song of Bernadette, tratto da un suo romanzo; il compositore scrisse solo un brano per la scena dell'Apparizione della Vergine, ma la collaborazione finì lì poiché Stravinskij, come era già successo, non accettava le imposizioni "artistiche" e commerciali del produttore. Questo brano divenne in seguito l'Andante che costituisce il secondo movimento della Sinfonia. La composizione fu terminata nel 1945 e fu eseguita per la prima volta il 24 gennaio 1946 a New York dalla New York Philharmonic Symphony Society a cui l'opera è dedicata.

## Analisi
La Sinfonia in tre movimenti è stata più volte definita come Sinfonia di guerra. Stravinskij stesso ha chiarito come ogni movimento della composizione fosse nato, nella sua immaginazione, come da una impressione della guerra allora in corso, pur ribadendo come la sua musica non fosse mai "a programma", poiché, a suo parere, i compositori scrivono opere a volte ispirati dalle cose del mondo. Il primo movimento, che inizia fortissimo con una scala ascendente di tutta l'orchestra, sembra riportare impressioni tratte da un documentario sulle tattiche di guerra cinesi che utilizzavano il metodo della terra bruciata contro i giapponesi. Le sonorità aspre, l'uso impetuoso del ritmo e l'aggressività sonora nel dialogo combattivo del pianoforte con l'orchestra, richiamano i primi periodi del compositore, quasi un ritorno all'espressività de La sagra della primavera. L'Andante del secondo movimento, dove l'arpa sostituisce il pianoforte nel dialogo con l'orchestra, ci riporta a sonorità più calme; l'utilizzo di una strumentazione ridotta, senza percussioni e solo con la parte dei corni fra gli ottoni, contribuisce a rasserenare l'atmosfera sonora. Il terzo movimento Con moto si unisce al precedente senza interruzioni con un semplice Interludio e presenta subito un ritorno all'energia iniziale dove il ritmo di marcia ripropone immagini di soldati in guerra; il centro del movimento è una Fuga dove Stravinskij recupera l'espediente armonico della bitonalità già utilizzato nel Sacre, accentuando così la tensione nel finale.

## Organico
Flauto piccolo, due flauti, due oboi, due clarinetti in Si bemolle e La (secondo anche clarinetto basso), due fagotti, controfagotto, quattro corni, tre trombe, tre tromboni, tuba, timpani, grancassa, pianoforte, arpa, archi

## Realizzazioni coreografiche
Nel 1972 George Balanchine realizzò un balletto in un atto sulla musica della Sinfonia in occasione dei novant'anni dalla nascita di Stravinskij. Il balletto non ha trama ed i passi sono suggeriti semplicemente dalla musica. La prima rappresentazione avvenne a New York al Lincoln Center con il New York City Ballet nel 1972 il 18 giugno, giorno della nascita del compositore. 
Sulle note della stessa Sinfonia nel 1963 era stato creato un altro balletto con la coreografia di Hans van Manen.